# Suavemente
Pour la reprise de Soolking, voir Suavemente (chanson de Soolking)
 (avril 2017).
Si vous disposez d'ouvrages ou d'articles de référence ou si vous connaissez des sites web de qualité traitant du thème abordé ici, merci de compléter l'article en donnant les références utiles à sa vérifiabilité et en les liant à la section « Notes et références ».
Singles de Elvis Crespo
Luna Llena Tu Sonrisa
Pistes de Suavemente
Nuestra Canción
Singles de Scooter
One (Always Hardcore) Hello ! (Good To Be Back)
Pistes de Mind The Gap
Stripped The Chaser
Suavemente (en français : « en douceur ») est une chanson de merengue (en espagnol) de l'auteur compositeur interprète portoricain Elvis Crespo, qui figure sur son premier album solo du même nom (Suavemente), qu'il a sorti à la suite de son départ de Grupo Mania.

## Description
La chanson Suavemente démarre par une intro a cappella. Elle est parfois (à tort) nommée Suavemente besame, car la phrase est souvent répétée.
Il s'agit du deuxième single extrait de cet album.
Elvis Crespo a ré-enregistré une version, avec des paroles en spanglish, qui figure sur le film Danse passion. Deux clips ont été réalisés pour chacune des versions.

## Classements
Suavemente est restée six semaines no 1 aux États-Unis dans le hit-parade latino (« Billboard Hot Latin Tracks ») (c'est la seconde chanson de merengue qui a réussi à être en tête de ce hit-parade, après El Costo de la Vida de Juan Luis Guerra), et elle a été classée dans le Billboard Hot 100.
La chanson a été désignée chanson de l'année 1999 aux Premios Lo Nuestro.

## Autour de la chanson
Elle figure aussi sur l'album de remix The Remixes sorti en 2000, en intro et outro du CD/DVD live, Elvis Crespo Lives: Live at Las Vegas, enregistré à l'hôtel-casino Rio en 2008, ainsi le que sur best-of d'Elvis Crespo : Suavemente… Los Éxitos sorti en 2009. En 2023, Elvis Crespo sort une nouvelle version, Suavemente (25 Aniversario) pour les 25 ans du morceau.
En 2006, Suavemente a été écoutée dans l'espace, lors de la mission de la navette spatiale américaine Discovery pour réveiller l'astronaute Joan Higginbotham.
En 2008, Cristián de la Fuente (acteur chilien) et Cheryl Burke ont réalisé une chorégraphie sur Suavemente lors de l'émission de télé-réalité américaine Dancing with the Stars (Saison 6, semaine 10). Le groupe de musique jazz québécois, The Lost Fingers, reprenne la chanson sur leur album VS en 2020.
En 2022, le chanteur portoricain Bad Bunny se met en scène dans le clip de son single Neverita dansant devant un fond vert inspiré de celui de Suavemente. En réponse, Elvis Crespo sort une reprise du titre en version merenge la même année.

## Dans la culture

### Au cinéma
Sauf indication contraire, les informations mentionnées dans cette section peuvent être confirmées par le générique de fin de l'œuvre audiovisuelle présentée ici, ainsi que par la base de données cinématographiques IMDb,  présente dans la section « Liens externes ».
- 2012 : bande-annonce du film Sur la piste du Marsupilami d'Alain Chabat ;
- 2012 : Plan de table de Christelle Raynal (scène du mariage) ;
- 2017 : Compte tes blessures de Morgan Simon.

### Télévision
- 2015 : House of Cards de  Beau Willimon (saison 3 épisode 13)

### Autres
Suavemente est présente dans le jeu vidéo Grand Theft Auto: Episodes from Liberty City (2009), en étant diffusée sur la radio San Juan Sounds[réf. nécessaire].

## Reprises
La chanson a été reprise par plusieurs artistes, certaines sont des plagiats figurant dans des compilations imitant l'original, mais certaines ont été des succès, voire classées dans les hit-parades également (Paul Cless featuring Brixx et Scooter en 2005).
- 1998 : Paul Cless featuring Brixx, façon R'n'B, single classé dans le Top 10 en France et en Belgique
- 1999 : Toño Rosario[3], compilation La Alegría del Merengue
- 1999 : Banda Superbandido, single classé dans le Billboard, catégorie musique mexicaine
- 1998 : Los Temibles Del Norte, album El Reto
- 1999 : Banda la Bocana, compilation Latinos En Salsa, Volume 2
- 1999 : Orlando Jimenez, album El Niquelado del Amargue
- 1999 : Raza Boricua (compilation Latin Dance: The Millenium Edition)
- 1999 : Doble Filo, album Doble Filo
- 2000 : Israël Palma, album Bachata con Cache
- 2000 : Blancarena (album de reprises Baila Baila Primavera)
- 2000 : Orquesta Rica & Samy Goz sur la compilation Barrio Latino, mixée par Carlos Campos
- 2000 : The Countdown Singers, compilations Latin Hits / Latino Mega Hits
- 2001 : Ara Ketu (Brésil), album Ara Ketu 2001, paroles en portugais, version reprise par Mambolada sur leur album Mambolada Ao Vivo 2, toujours en 2001
- 2002 : Johnny Quintana Y Grupo Superbailongo, album Superbailongo
- 2004 : Scooter : album Mind the Gap, sorti en single en 2005, classé dans le Top 10 au Danemark
- 2005 : Ritmo Bros, single classé dans le Top 10 en Belgique
- 2005 : Batido House Kids, compilations 'Vamos! : Salsa-Merengue' et Kit Viajero: La Musica Para el Camino
- 2007 : Breky (Italie), version dance et remix reggaeton
- 2008 : Cuba Club, single classé dans le Top 100 en Allemagne
- 2010 : Max Mafia (Electro house)
- 2011 : Nayer featuring Pitbull et Mohombi : Suave (Kiss Me)
- 2012 : Nossa
- 2016 : Collectif Métissé
- 2021 : TerminalMontage : Cucuí Ganon
- 2023 : Pitbull, Elvis Crespo - Suave

La chanson d'Angie Martinez featuring Wyclef Jean, Coast 2 Coast (Suavemente), reprend une partie du refrain de Suavemente.
En 2022, le rappeur algérien Soolking interprète une adaptation en français, reprenant la mélodie et le début du refrain (Suavemente besame) pour son single Suavemente.

## Classements
Meilleures positions dans les hits-parades des pays suivants :
| - Paul Cless featuring Brixx - Belgique : 7 - France : 9 - Suisse : 58 - Allemagne : 65 | - Ritmo Bros - Belgique : 10 - Cuba Club - Allemagne : 67 - Banda Superbandido* - États-Unis : 29 (Billboard's Latin Regional Mexican Airplay) | - Scooter - Danemark : 10 - Espagne : 17 - Allemagne : 22 - Belgique : 25 - Australie: 27 - Suisse : 39 - Suède : 58 |